# Qatar Football Association
Die Qatar Football Association (arabisch الاتحاد القطري لكرة القدم, DMG al-ittiḥād al-qaṭarī li-kurat al-qadam) ist der Fußballverband in Katar. Sie wurde 1960 gegründet und ist in ihrer heutigen Funktion seit 1970 aktiv. Sie trat 1972 der AFC und 1970 der FIFA bei.

## Geschichte
Im Jahr 1946 kam mit der Ankunft von Ölfirmen ein erstes Interesse an Fußball auf. Die Beliebtheit der Sportart nahm schnell zu, sodass im Jahr 1950 der erste Fußballklub des Landes, Al Najah, gegründet wurde. Bald kam es zur Gründung der Athletic Union, dem ersten Sportverband Katars. Jedoch existierte der Verband nur wenige Monate, da es immer wieder Probleme bei der Ansetzung von Spielen gab. Im Gegensatz zu heute fehlte der Organisation Kompetenz und Erfahrung. So wurden Spiele nur durch mündliche Verträge oder einfache Briefe arrangiert. Zudem war es Konvention, dass ein Pokal von der Mannschaft gestellt wurde, die angefragt hat das Spiel auszurichten.

### Izzadeen-Turnier
Unter der Aufsicht von Qatar Petroleum wurde 1951 der erste Fußballwettbewerb (das Izzadeenturnier) aller Zeiten in Katar organisiert und gespielt wurde in der Stadt Dukhan. Obwohl mehrere Mannschaften aus der Hauptstadt Doha am Turnier teilnahmen, so auch Al Najah, gewann die Mannschaft aus der Gastgeberstadt Dukhan.

### Pukett Cup
Zur Saison 1957 wurde von Qatar Petroleum der alte Wettbewerb durch den Pukett Cup ersetzt, wobei die erste Auflage 1957 gewann Al Najah.

### Transfermarkt
Sowohl auf lokaler, als auch auf regionaler Ebene, waren die Regeln nicht so strikt wie heute. Es reichte aus, wenn ein Spieler, der den Verein wechseln wollte, eine Kündigung schrieb und 10 Indische Rupie bezahlte. Dieses unprofessionelle System war bis 1962 in Kraft.

### Ausländische Spieler
Zwischen den 1950ern und den 1970er Jahren gab es zahlreiche ausländische Spieler, die vor allem aus dem Sudan, Ägypten, Somalia, dem Iran oder Syrien stammten. Sie waren zum größten Teil dafür verantwortlich, dass Fußball auch auf lokaler Ebene bekannter wurde und sie bereicherten den katarischen Fußball.
Mit den ausländischen Spielern wurden keine Verträge unterschrieben, sondern sie wurden von staatlichen oder privaten Firmen angestellt.

## Verbandsgeschichte
Die Qatar Football Association wurde in ihrer heutigen Funktion 1970 gegründet, um den Fußball in Katar zu verwalten und trat noch im selben Jahr der FIFA bei. Im Jahr 1972/73 richtete Qatar Football Association die erste Qatar Stars League aus.
Von 1992 bis 1996 war der Unternehmer und internationale Fußballfunktionär Mohamed bin Hammam Verbandspräsident.